# 圣埃朗 (多姆山省)
圣埃朗（法語：Saint-Hérent，法語發音：[sɛ̃t‿eʁɑ̃]）是法国多姆山省的一个市镇，位于该省南部，属于伊苏瓦尔区。

## 地理
圣埃朗（45°27'30"N, 3°9'2"E）面积12.79 平方千米，位于法国奥弗涅-罗讷-阿尔卑斯大区多姆山省，该省份为法国中南部省份，北起阿列省接壤，东临卢瓦尔省，南至上盧瓦爾省和康塔爾省，西接科雷兹省和克勒兹省。
与圣埃朗接壤的市镇（或旧市镇、城区）包括：布德、拉沙佩勒马尔库斯、多扎叙沃达布勒、马德里亚、马勒若勒、朗蒂耶尔、泰尔南莱索、维勒讷沃。
圣埃朗的时区为UTC+01:00、UTC+02:00（夏令时）。

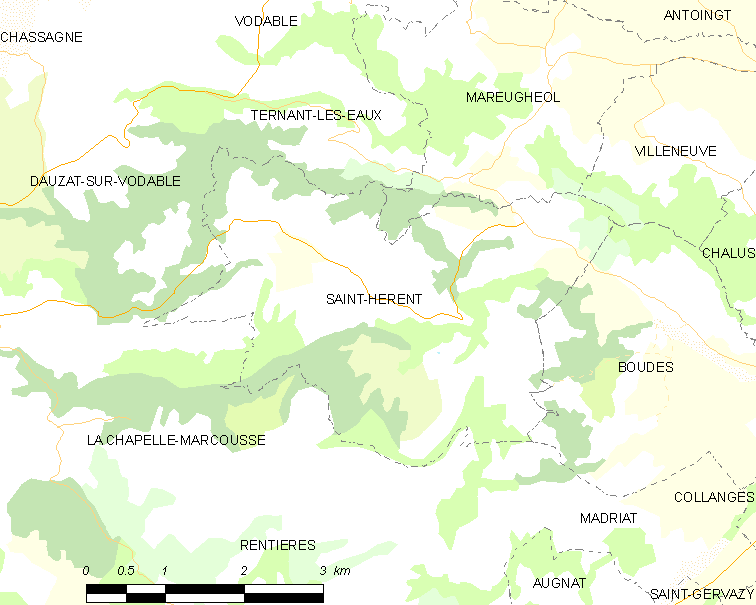
圣埃朗的OSM定位图

## 行政
圣埃朗的邮政编码为63340，INSEE市镇编码为63357。

## 政治
圣埃朗所属的省级选区为布拉萨克莱米讷县。

## 人口

1962-2008年间圣埃朗人口变化图示

圣埃朗于2022年1月1日时的人口数量为111人。